# Julia Aidoo-Saltus
Julia Aidoo-Saltus, née le 6 août 1963 aux Bermudes, est une avocate, activiste des droits civiques et militante LGBT originaire des Bermudes. Elle est connue pour avoir été l’une des premières femmes à contracter un mariage entre personnes de même sexe sur l’archipel, jouant un rôle symbolique majeur dans les débats juridiques et sociétaux entourant l’égalité des droits. Sa prise de position publique en faveur des droits des personnes LGBT en a fait une figure de référence du militantisme queer aux Bermudes.

## Biographie
Julia nait le 6 août 1963 aux Bermudes. Juriste de profession, elle s’est distinguée au sein de la société civile bermudienne par son engagement en faveur de l’égalité, du pluralisme et des droits humains ; elle travaille au tribunal des Bermudes depuis le 26 septembre 2003. Elle est mariée à Judith Felicia Aidoo-Saltus, une américano-ghanéenne avocate et banquière formée à l'université Harvard (elle a aussi étudié le commerce à l'université Rutgers).

## Militantisme

### Contexte
Jusqu’en 2017, les Bermudes interdisaient les mariages entre personnes de même sexe. Cette interdiction a été levée cette année-là par une décision de justice de la Cour suprême le 5 mai 2017 (avec le Godwin and Deroche v The Registrar and others, une décision de la cour légalisant un mariage homosexuel aux Bermudes), mais le Parlement adopta peu après le Domestic Partnership Act (2018), restreignant à nouveau l’accès au mariage aux seuls couples hétérosexuels, et le remplaçant pour les couples de même sexe par une union civile,,. En novembre, une nouvelle loi est passée, légalisant de nouveau le mariage.

### Mariage
Elles sont légalement mariées depuis le 31 mai 2017 mais c'est le 17 juin 2017 que Julia Aidoo-Saltus épouse symboliquement sa partenaire Judith dans la première cérémonie de mariage homosexuel légal aux Bermudes à l'état civil,. L’événement est médiatisé localement et interprété comme un jalon important dans la lutte pour l’égalité des droits. Parmi les personnalités qui assistent aux premiers mariages, l'ancienne ministre du Parti travailliste progressiste (PLP) Renee Webb, qui tentait depuis des années à interdire la discrimination fondée sur l'orientation sexuelle. Paradoxalement, c'est ce même parti qui a interdit les mariages homosexuels après la légalisation de la Cour suprême.
Peu après l’adoption du Domestic Partnership Act, leur mariage est techniquement invalidé, suscitant la réaction de Julia Aidoo-Saltus qui déclare publiquement :

« Un jour, tout le monde saura que l’amour est l’amour. Notre mariage reste légal aux yeux de la justice et dans nos cœurs. »

Elle devient ainsi l’un des visages les plus visibles de la communauté lesbienne bermudienne, apparaissant notamment dans une exposition de photographies aux Bermudes. Son histoire illustre la complexité de la reconnaissance des couples de même sexe dans des territoires d’outre-mer marqués par une forte influence religieuse et des courants conservateurs.
Peu après la première légalisation des mariages homosexuels, des sondages et référendums avaient été effectués rapportant un désaccord majoritaire de la population aux mariages et aux unions civiles entre personnes de même sexe, montrant à la communauté LGBT bermudienne qu'il ne fallait pas baisser les bras.